# Pulpí
Pulpí község Spanyolországban, Almería tartományban. Lakosainak száma 11 906 fő (2024).

## Földrajza
Pulpí Cuevas del Almanzora, Huércal-Overa, Lorca és Águilas községekkel határos.

## Népesség
A település lakosságának változását az alábbi diagram mutatja:
| Lakosok száma | 5997 | 7368 | 7537 | 8182 | 8726 | 8562 | 8909 | 10 055 | 10 342 | 11 906 |
|               | 2001 | 2004 | 2006 | 2009 | 2011 | 2014 | 2016 | 2019   | 2021   | 2024   |